# 知念廣彌
知念廣彌（日語：知念広弥／ちねん こうや，羅馬化：Chinen Kohya，1989年12月18日—），為日本退役職業棒球選手，曾效力於棒球挑戰聯盟新潟天鵝之皇、中華職棒統一獅隊，守備位置為投手。

## 經歷
- 岡山山陽高等學校
- 金澤大學
- 九州三菱自動車
- 棒球挑戰聯盟新潟天鵝之皇（2016年－2017年）
- 中華職棒統一7-ELEVEn獅（2018年，2019年－2019年5月7日）

### 統一7-ELEVEn獅
知念廣彌於2018年3月份自費到統一7-ELEVEn獅隊測試，在統一獅對上韓國職棒聯賽二軍華城英雄隊與亞運中華培訓隊的熱身賽中以中繼登板，分別留下中繼2局、4三振、失1分及中繼2局、1四壞、失1分的成績，賽後與統一獅簽約並留在二軍作為替補洋投。
加盟統一獅後知念廣彌約有5個月於二軍比賽、調整，也受到時任總教練黃甘霖的讚許。儘管他在二軍的期間出賽18場，繳出5勝1中繼1敗、防禦率3.10的成績，依然沒能得到登上一軍的機會。最終因一軍洋投馬丁尼茲表現不佳而替補上一軍。
知念廣彌於2018年8月22日一軍先發登板，面對富邦悍將他主投4.2局並有5次三振，同時被打了9支安打還有3次四死球，共失7分，因此知念廣彌的職棒生涯一軍初登板以敗投收場。他在一軍初登板後，依球團計畫仍有上場的機會，以便在洋將登錄截止日期前觀察並決定去留。然而，原定由知念廣彌主投的賽事因雨順延，總教練黃甘霖基於戰力考量而註銷了知念廣彌，黃甘霖亦說「我們也會給他時間思考，如果仍對棒球有夢、有熱血，只要他想要留下來，歡迎他明年再來跟我們球隊練球」，而統一獅球團同樣認可知念廣彌對棒球的熱沉與努力不懈的精神，並決定在註銷了知念廣彌的情況下，持續支薪讓知念廣彌續留到秋訓，更於2019年再邀請知念廣彌參與春訓。
2019年再度回到統一獅的知念廣彌因洋將瑞安身體狀況尚需要調整，因此知念廣彌在新的球季得以從一軍出發。同時，這次知念廣彌在開幕賽第6局便中繼上場，惟該役他投不滿一局就被敲出三支安打而退場，接著於同一周的比賽知念廣彌再度獲得中繼機會，3月29日於臺南市立棒球場面對Lamigo桃猿隊，知念廣彌上場1.2局、奪2次三振且無失分，成功地收穫了中華職棒的一軍首勝。
2019年5月6日，知念廣彌因成績不佳遭統一獅註銷、解約。在2019年賽季他總共於一軍出賽13場，總計投8.2局、戰績2勝2敗，出賽防禦率10.38，兩年中華職棒生涯則留下了14場一軍出賽、2勝3敗的成績。
返回日本後，知念廣彌加盟日本業餘球隊日立製作所。

## 職棒生涯成績

### 一軍
| 年度 | 球隊           | 出賽 | 先發 | 勝投 | 敗投 | 中繼 | 救援 | 完投 | 完封 | 四死 | 三振 | 責失 | 投球局數 | 自責分率 | 被上壘率 |
| ---- | -------------- | ---- | ---- | ---- | ---- | ---- | ---- | ---- | ---- | ---- | ---- | ---- | -------- | -------- | -------- |
| 2018 | 統一7-ELEVEn獅 | 1    | 1    | 0    | 1    | 0    | 0    | 0    | 0    | 2    | 5    | 7    | 4.2      | 13.50    | 2.36     |
| 2019 | 統一7-ELEVEn獅 | 13   | 0    | 2    | 3    | 3    | 0    | 0    | 0    | 2    | 11   | 10   | 8.2      | 10.38    | 2.42     |
| 合計 | 2年            | 14   | 1    | 2    | 4    | 3    | 0    | 0    | 0    | 4    | 16   | 17   | 13.1     | 11.47    | 2.40     |

### 二軍
| 年度 | 球隊           | 出賽 | 先發 | 勝投 | 敗投 | 中繼 | 救援 | 完投 | 完封 | 四死 | 三振 | 責失 | 投球局數 | 自責分率 | 被上壘率 |
| ---- | -------------- | ---- | ---- | ---- | ---- | ---- | ---- | ---- | ---- | ---- | ---- | ---- | -------- | -------- | -------- |
| 2018 | 統一7-ELEVEn獅 | 18   | 16   | 5    | 1    | 1    | 0    | 0    | 0    | 17   | 75   | 28   | 81.8     | 3.10     | 1.08     |
| 2019 | 統一7-ELEVEn獅 | 3    | 0    | 0    | 0    | 1    | 0    | 0    | 0    | 0    | 3    | 3    | 2.1      | 11.57    | 0.86     |
| 合計 | 2年            | 21   | 16   | 5    | 1    | 2    | 0    | 0    | 0    | 17   | 78   | 31   | 83.2     | 3.33     | 1.08     |

## 外部連結
- 知念廣彌在台灣棒球維基館上的頁面（繁體中文）
- 知念廣彌在中華職棒官網
- 知念廣彌在Baseball-Reference.com（小聯盟以及海外聯盟）（英语）